# روي باركر
روي باركر (30 مايو 1947 - ) (بالإنجليزية: Roy Barker)‏ هو لاعب كريكت بريطاني. لعب مع نادي مقاطعة ورسسترشاير للكريكيت ‏.

## وصلات خارجية
- روي باركر على موقع إي آس بي آن كريك إنفو (الإنجليزية)